# Sara Maldonado
Sara Maldonado Fuentes (Xalapa, 10 marzo 1980) è un'attrice messicana.

## Biografia
Sara Maldonado ha studiato recitazione presso il Centro de Educación Artistica e nel 2004 ha completato la sua formazione a Vancouver. Dopo aver vinto El Rostro del Heraldo, è salita alla ribalta negli anni 2000 come attrice di soap, recitando tra i personaggi principali in El juego de la vida, Clase 406, Corazones al límite, Mundo de fieras e Tormenta en el paraíso.
Dal 2010 al 2011 è stata protagonista di Aurora. Successivamente ha preso parte a Camelia la Texana, Perseguidos, Las Malcriadas e Los elegidos.

### Vita privata
Dal 2007 al 2011 è stata sposata con Billy Rovzar.

## Filmografia
- El juego de la vida - serial TV, 165 episodi (2001-2002)
- Clase 406 - serial TV, 50 episodi (2002-2003)
- Corazones al límite - serial TV, 145 episodi (2004)
- Mundo de fieras – serial TV, 120 episodi (2006-2007)
- Amor mío – serial TV, 1 episodio (2006)
- El Pantera – serial TV, 1 episodi (2007)
- Trece miedos – serial TV, 1 episodio (2007)
- Tormenta en el paraíso - serie TV, 185 episodi (2007-2008)
- El octavo mandamiento – serial TV, 130 episodi (2010)
- Aurora – serial TV, 103 episodi (2010-2011)
- Capadocia – serial TV, 9 episodi (2010)
- La Regina del Sud (La reina del sur) - serial TV, 25 episodi (2011)
- Camelia la Texana - serial TV, 60 episodi (2014)
- Perseguidos - serial TV, 30 episodi (2016-2017)
- Las Malcriadas - serial TV, 103 episodi (2017-2018)
- Los elegidos - serial TV, 34 episodi (2019)
- +Noche - serial TV, 1 episodio (2019)